# Barbara (pigenavn)
 For alternative betydninger, se Barbara. (Se også artikler, som begynder med Barbara)
Barbara er et pigenavn, der stammer fra græsk "barbaros" og betyder "udenlandsk". Navnet forekommer på dansk også i variationer som Barbra, Barbro, Barbette og Babette. I Danmark er der omkring 1.000 personer, der bærer et af disse navne.
Barbie bruges af og til som kælenavn for Barbara.

## Kendte personer med navnet
- Sankt Barbara, kristen helgen fra Lilleasien.
- Barbara, kunstnernavn for den franske sanger Monique Serf.
- Bárbara Arenhart, brasiliansk håndboldspiller.
- Barbara Broccoli, amerikansk filmproducer (flere James Bond-film).
- Barbara Bush, præsidentfrue i USA.
- Barbara Cartland, engelsk forfatter.
- Barbara Hendricks, amerikansk-svensk operasanger.
- Barbara Hershey, amerikansk skuespiller.
- Sidse Babett Knudsen, dansk skuespiller.
- Barbara Lazović, slovensk håndboldspiller.
- Barbara Stanwyck, amerikansk skuespiller.
- Barbra Streisand, amerikansk sanger, skuespiller og filminstruktør.
- Barbro Margareta Svensson (Lill-Babs), svensk sanger.
- Barbara Vine, pseudonym for den britiske forfatter Ruth Rendell.

## Navnet anvendt i fiktion
- Barbara er en roman af Jørgen-Frantz Jacobsen, der er filmatiseret i 1997 af Nils Malmros.
- Babettes gæstebud er titlen på en fortælling af Karen Blixen, der blev filmatiseret af Gabriel Axel.
- Historien om Barbara er en film af fra 1967 instrueret af Palle Kjærulff-Schmidt.
- The Beach Boys har lavet sangene Barbara og Barbara Ann.
- Barbie Girl er en sang med Aqua.
- Barbiedukkeland er en sang med Red Warszawa.

## Andre betydninger
- Santa Barbara er et stednavn, der anvendes mange steder i verden. Mest kendt er nok:
  - Santa Barbara, en by i Californien.
- Barbie er navnet på en kendt dukke fra firmaet Mattel.